# PassThePopcorn
PassThePopcorn (souvent abrégé PTP) est un annuaire de torrents et tracker BitTorrent privé spécialisé dans le cinéma créé en 2009.

## Contenu
Spécialisé dans le partage de films, ce tracker relève en général de violations du droit d'auteur et propose illégalement les fichiers qui y sont indexés,. Le site ne permet l'inscription qu'aux détenteurs d'invitation.[réf. souhaitée]

## Histoire
PassThePopcorn est créé en 2009. En janvier 2014, le site est visé par une série d'attaques DDos qui visent également les sites What.CD et BroadcasTheNet.
Le 19 décembre 2015, un utilisateur du site publie sur le site le film The Revenant (dont la sortie officielle était prévue le 18 janvier 2016), puis le 21 décembre 2015, Snoopy et les Peanuts, le film avant même qu'ils ne soient sortis en salle, sous le format de Screeners. L'homme est finalement condamné à 1.1 million de dollars d'amende, bien en deçà des pertes estimées par 20th Century Studios.
À la fin 2016, après la fermeture de What.CD,, un nouvel annuaire de torrents et tracker BitTorrent consacré à la musique est créé et assume la relève de What.CD. Il prend alors le nom PassTheHeadphones, qui est une allusion à PassThePopcorn. Le site change cependant de nom quelques mois plus tard, optant pour Redacted.
En octobre 2017, PassThePopcorn implémente la possibilité pour les utilisateurs qui le souhaitent de miner du Monero à des fins de donations pour le site. 